# Lipusz
Lipusz (Duits: Lippusch) is een dorp in het Poolse woiwodschap Pommeren, in het district Kościerski. De plaats maakt deel uit van de gemeente Lipusz en telt 2024 (sołectwo 2366) inwoners.

## Verkeer en vervoer

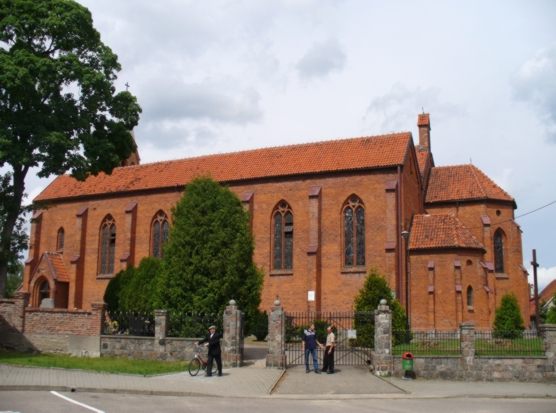
Lipusz

- Station Lipusz